# Elżbieta Radke
Elżbieta Radke – polska kostiumograf i scenograf filmowa i teatralna. Jest członkinią Stowarzyszenia Filmowców Polskich oraz Polskiej Akademii Filmowej.
Reżyserzy, z którymi współpracowała to m.in.: Volker Schlöndorff, Janusz Majewski, Jerzy Stuhr, Władysław Pasikowski, Filip Bajon, Marek Koterski, Jerzy Domaradzki, Tadeusz Chmielewski, Wojciech Wójcik, Katarzyna Rosłaniec.

## Filmografia (pozycje wybrane)
- Die Blechtrommel (tytuł polski: Blaszany bębenek) (1979)
- Wierna rzeka (1983)
- Alabama (1984)
- Życie wewnętrzne (1986)
- Magnat (1986)
- Trójkąt bermudzki (1987)
- Łuk Erosa (1987)
- Bal na dworcu w Koluszkach (1989)
- Powrót wilczycy (1990)
- Havet stiger (1990)
- Psy (1992)
- Psy 2. Ostatnia krew (1994)
- Historie miłosne (1997)
- A Mi szerelmünk (tytuł polski: Spotkania, pożegnania) (1999)
- Dług (1999)
- Tam i z powrotem (2001)
- Excentrycy, czyli po słonecznej stronie ulicy (2015)
- Znajdę Cię (2019)

## Nagrody
- 1987 – Nagroda na Festiwalu Filmowym w Gdyni za kostiumy do filmu Łuk Erosa
- 2002 – Nagroda na Festiwalu Filmowym w Gdyni za kostiumy do filmu Tam i z powrotem